# Апсон (округ, Джорджія)
Шаблон:StateAbbr_ 32°53′ пн. ш. 84°18′ зх. д. / 32.88° пн. ш. 84.3° зх. д.
Округ Апсон (англ. Upson County) — округ (графство) у штаті Джорджія, США. Ідентифікатор округу 13293.

## Історія
Округ утворений 1824 року.

## Демографія
За даними перепису
2000 року
загальне населення округу становило 27597 осіб, зокрема міського населення було 15359, а сільського — 12238.
Серед мешканців округу чоловіків було 13105, а жінок — 14492. В окрузі було 10722 домогосподарства, 7690 родин, які мешкали в 11616 будинках.
Середній розмір родини становив 3,01.
Віковий розподіл населення поданий у таблиці:
| Стать    | До 15 років | 15-21 | 22-29 | 30-39 | 40-49 | 50-65 | 65-85 | Понад 85 |
| -------- | ----------- | ----- | ----- | ----- | ----- | ----- | ----- | -------- |
| Чоловіки | 3027        | 1304  | 1282  | 1924  | 1887  | 2165  | 1411  | 105      |
| Жінки    | 2838        | 1199  | 1339  | 2059  | 2054  | 2396  | 2166  | 441      |

## Суміжні округи
- Пайк - північ
- Ламар - північ
- Монро - північний схід
- Кроуфорд - південний схід
- Тейлор - південь
- Телбот - південний захід
- Мерівезер - північний захід

## Виноски
1. ↑  U.S. Decennial Census. United States Census Bureau. Архів оригіналу за 2 серпня 2018. Процитовано 26 червня 2014.
2. ↑  Historical Census Browser. University of Virginia Library. Архів оригіналу за 11 серпня 2012. Процитовано 26 червня 2014.
3. ↑  Population of Counties by Decennial Census: 1900 to 1990. United States Census Bureau. Архів оригіналу за 2 лютого 2019. Процитовано 26 червня 2014.
4. ↑  Census 2000 PHC-T-4. Ranking Tables for Counties: 1990 and 2000 (PDF). United States Census Bureau. Архів оригіналу (PDF) за 18 грудня 2014. Процитовано 26 червня 2014.
5. ↑  State & County QuickFacts. United States Census Bureau. Архів оригіналу за 14 грудня 2015. Процитовано 26 червня 2014. [Архівовано 2011-06-07 у Wayback Machine.](англ.) Наведено за англійською вікіпедією.
6. ↑  American FactFinder. Бюро перепису населення США. Архів оригіналу за 26 лютого 2012. Процитовано 31 січня 2008. [Архівовано 2008-05-21 у Wayback Machine.]

| США | Це незавершена стаття з географії США. Ви можете допомогти проєкту, виправивши або дописавши її. |